# Warleberger Hof

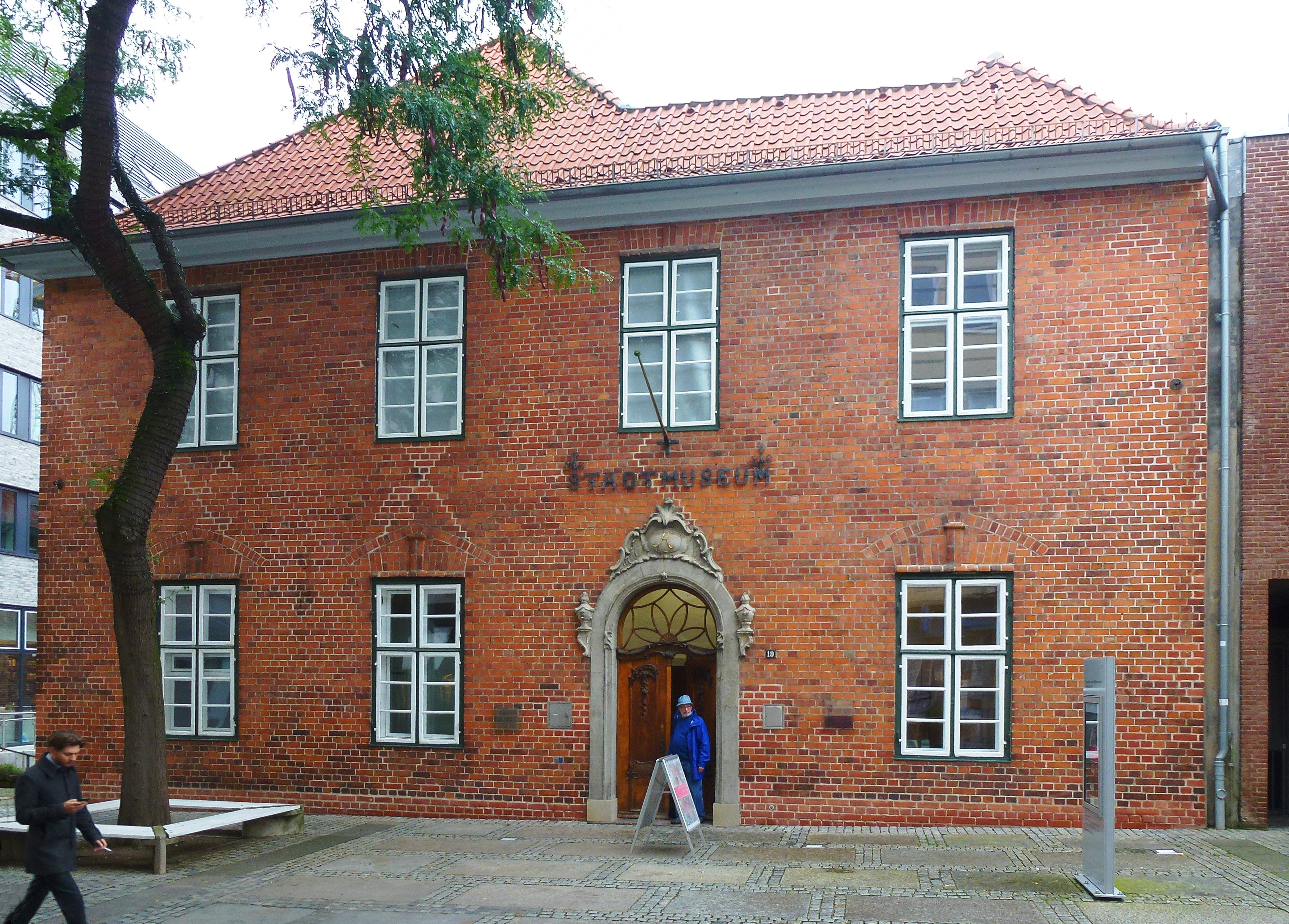
Eingangsfassade

Der Warleberger Hof befindet sich an der Dänischen Straße 19 in der schleswig-holsteinischen Hauptstadt Kiel. Der denkmalgeschützte Backsteinbau ist das letzte erhaltene Adelspalais der Stadt und der einzig erhaltene Privatbau aus der Zeit vor 1864 in der Kieler Altstadt. Dieses Haus beherbergt seit 1970 das Kieler Stadtmuseum.

## Geschichte

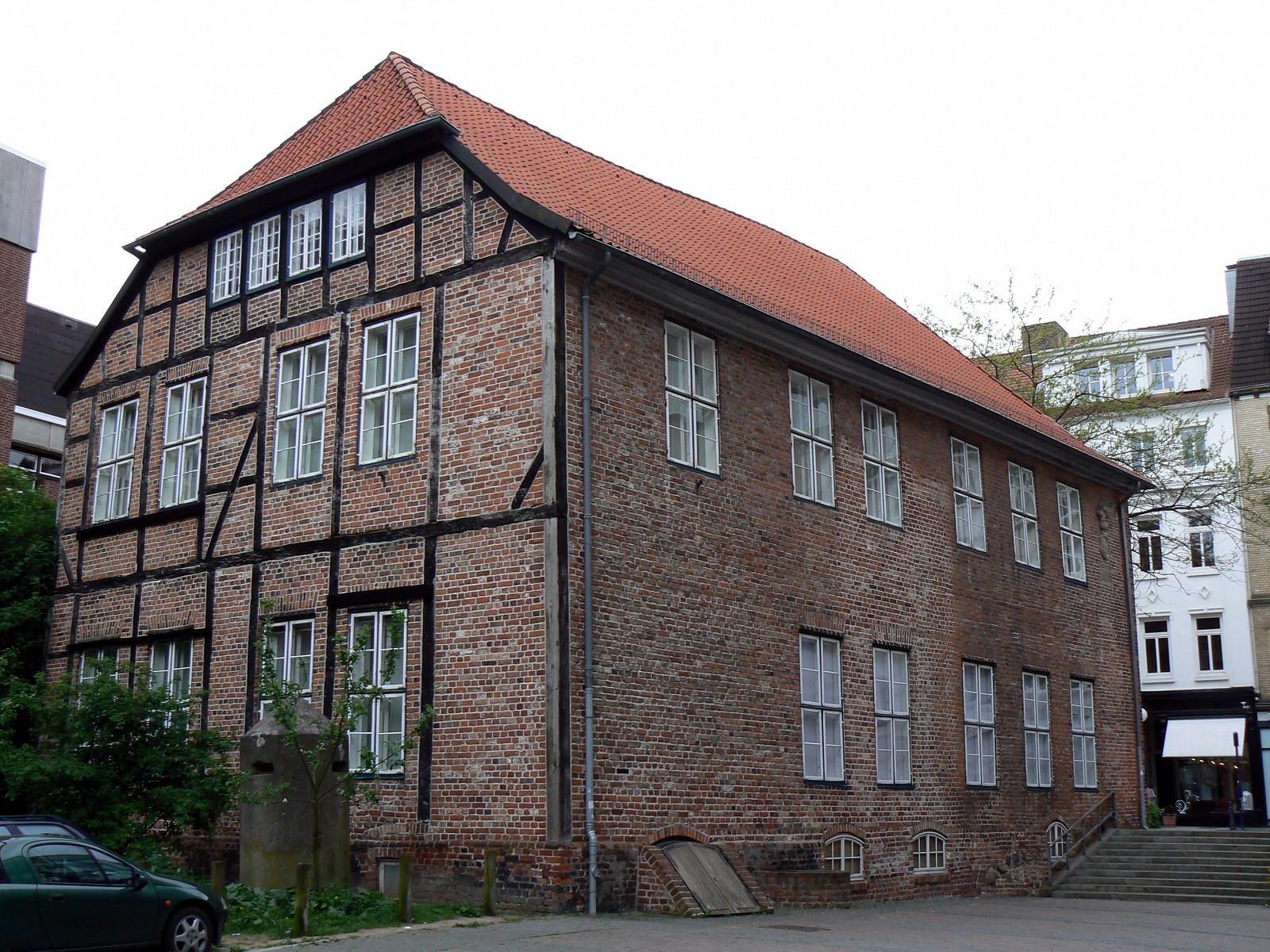
Rückseite

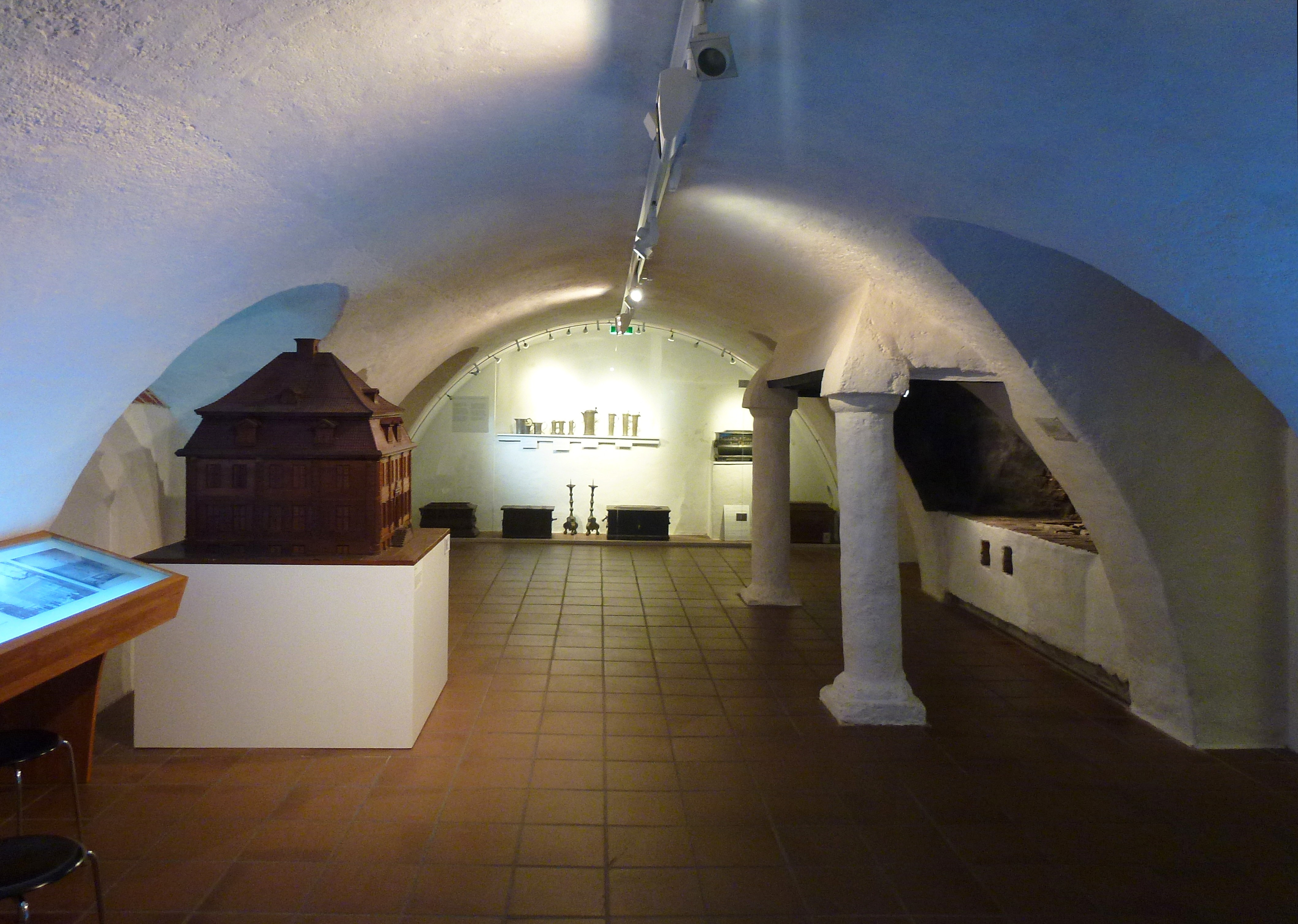
Der erhaltene Gewölbekeller

Das Gebäude wurde ab 1616 für Christoph Martens, Amtsschreiber des Herzogs Friedrich III. von Schleswig-Holstein-Gottorf, erbaut. Zu dem Bau gehörten – nicht erhaltene – Wirtschaftsgebäude und zahlreiche Privilegien wie ein Wasseranschluss und die Braugerechtsame. Der Gewölbekeller mit der Feuerstelle der ehemaligen Küche aus der Erbauungszeit ist erhalten.
Seinen heutigen Namen verdankt das Palais dem Landsassen Henning von Thienen auf Warleberg, der es 1695 erwarb, sein heutiges Aussehen Henning Bendix von Rumohr, der ab 1765 das Haus umbauen ließ. Das Sandsteinportal, die bemalten Stuckdecken und Wandgemälde im Erdgeschoss stammen aus dieser Zeit. Gegen Ende des 17. Jahrhunderts existierten über 70 solcher Stadthäuser adliger Gutsherren in Kiel.
Der Warleburger Hof verblieb in adligem Besitz, bis er 1839 für 6.000 Reichsthaler an die Kieler Universität verkauft wurde, und diente zeitweise der Anatomie. 1909 wurde die Hauptfassade im Zuge einer Straßenverbreiterung um fünf Meter zurückversetzt. Die Zerstörung Kiels im Zweiten Weltkrieg durch Luftangriffe, denen auch die übrigen Adelshöfe und das Kieler Schloss zum Opfer fielen, überstand der Warleberger Hof ohne größere Schäden.

## Museum

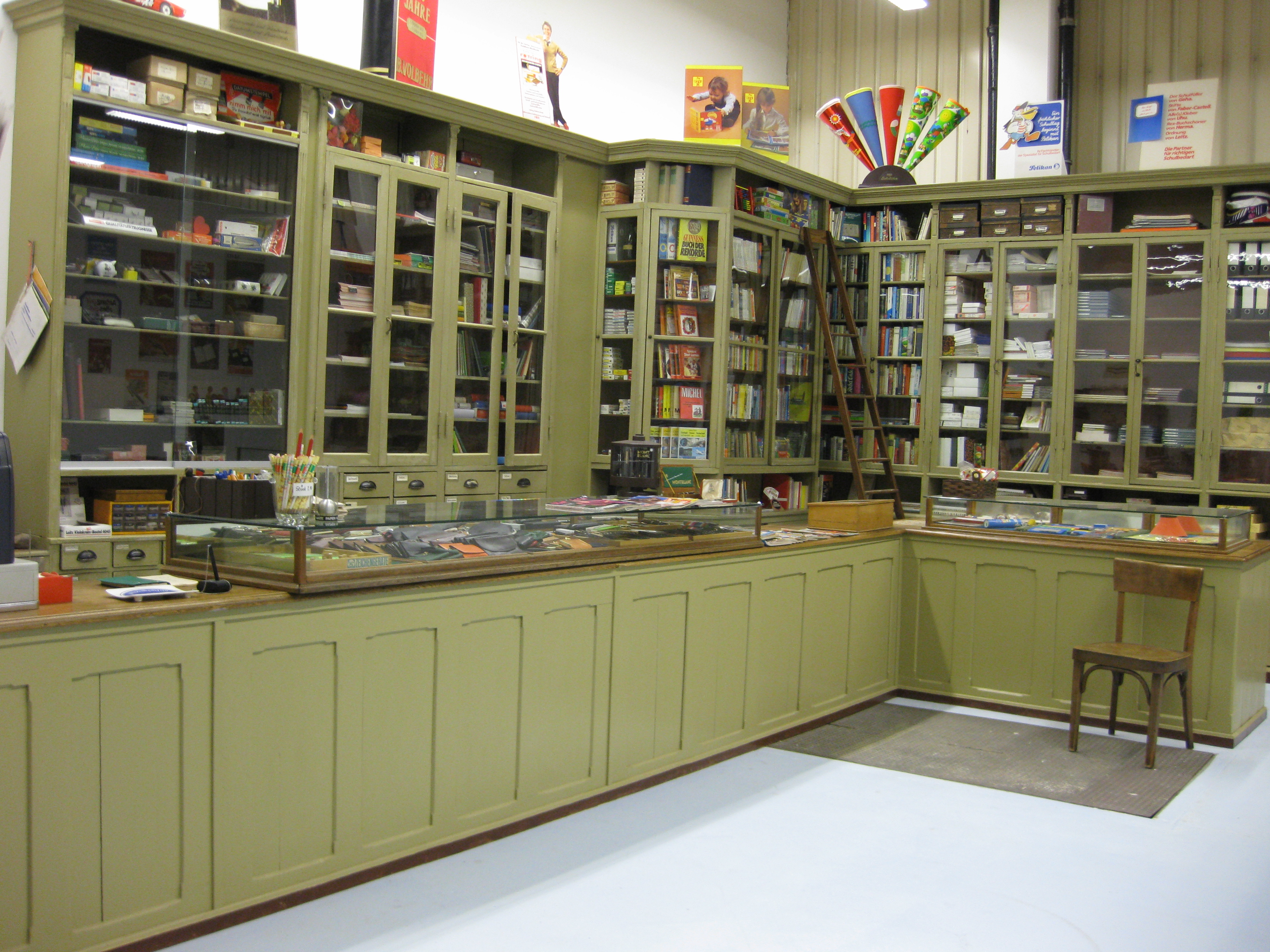
Innenansicht des Schreibwarenladens Vollbehr im Museumsdepot

Nach dem Zweiten Weltkrieg diente das Gebäude weiterhin verschiedenen Zwecken der Universität. Ab 1967 wurden die letzten größeren Umbauten ausgeführt und das Haus ab 1970 zum festen Sitz des Kieler Stadtmuseums bestimmt. Auf 500 m² Ausstellungsfläche und drei Etagen wird die Geschichte der Stadt Kiel präsentiert, zudem finden wechselnde Ausstellungen statt. 2009 bis 2011 wurde der Warleberger Hof saniert. Dabei wurde die Fassade wieder versetzt. Bei Schachtungsarbeiten wurden Balken eines Vorgängerbaus geborgen, die sich auf das Jahr 1278 zurückdatieren ließen.
Das Kieler Stadt- und Schifffahrtsmuseum unterhält im Wissenschaftspark in Kiel ein Depot, das in unregelmäßigen Abständen geführte Besichtigungen anbietet.
Unter anderem ist dort der originale Wiederaufbau des Schreibwarenladens Vollbehr aus Kiel-Gaarden zu sehen, der anlässlich der dortigen Stadtsanierung im Jahre 1986 vollständig (innen und außen) einschließlich aller Waren und Zeitschriften abgebaut und 2009 im Museumsdepot wieder aufgebaut wurde.

## Bilder, Stadtmuseum

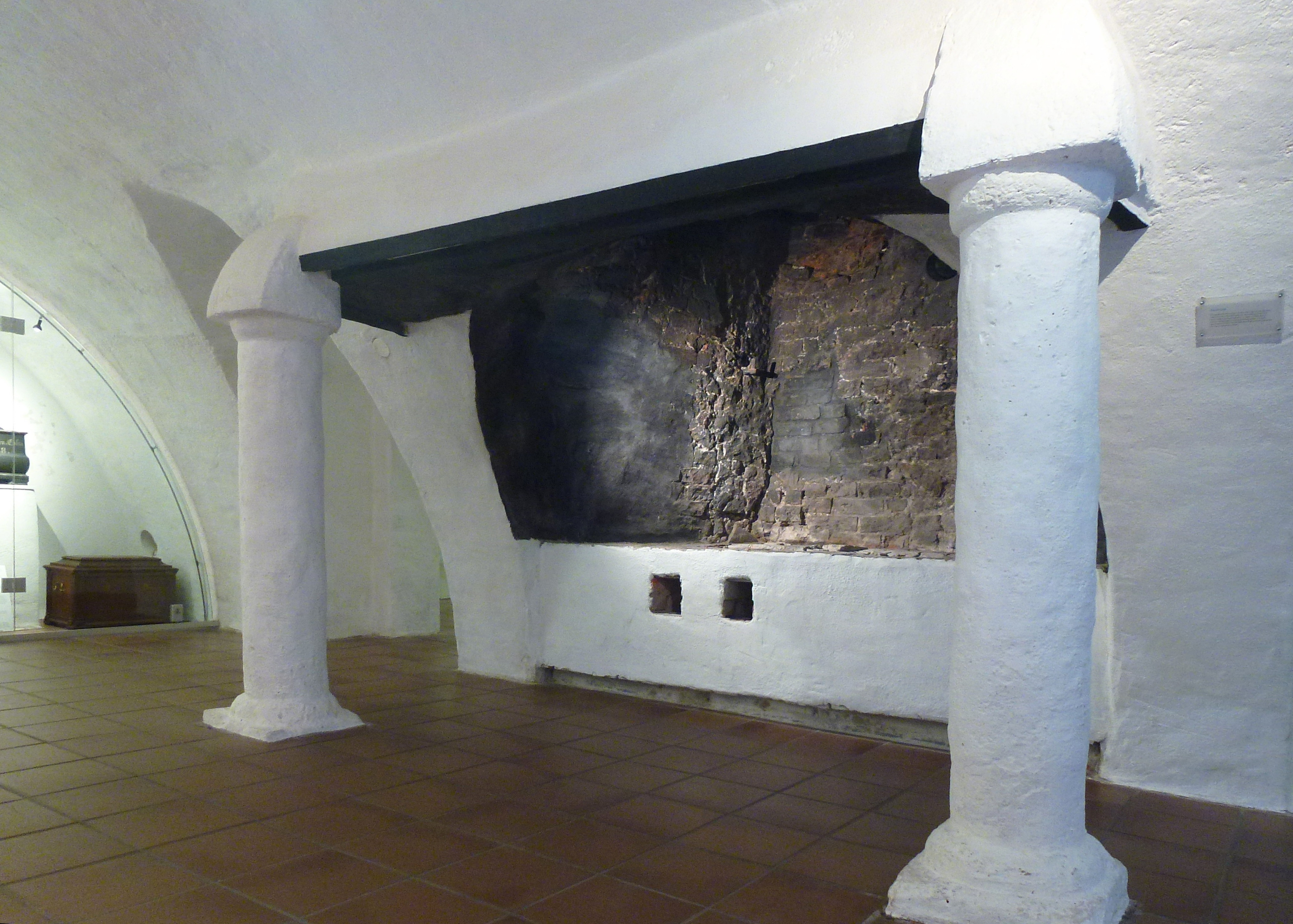
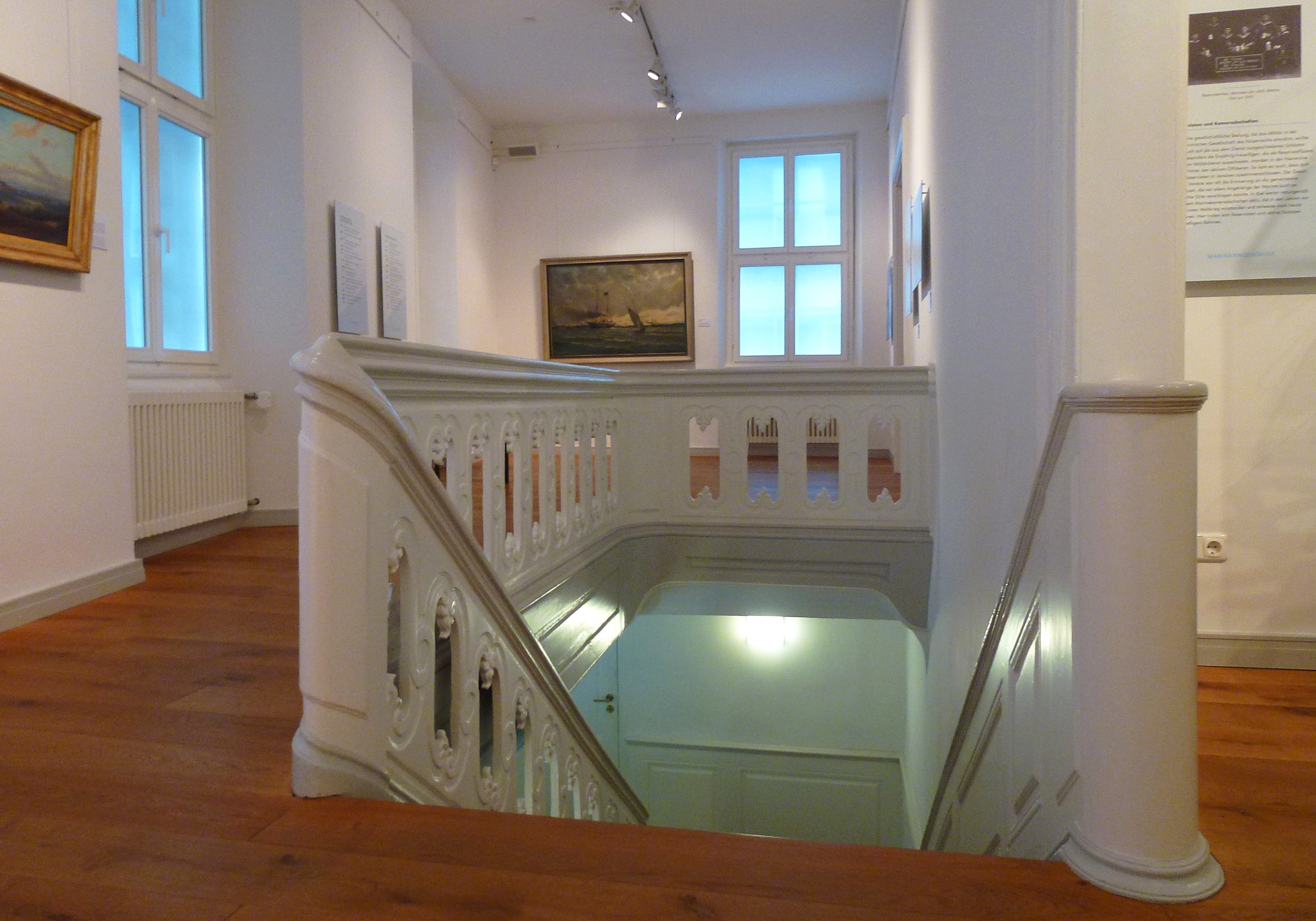
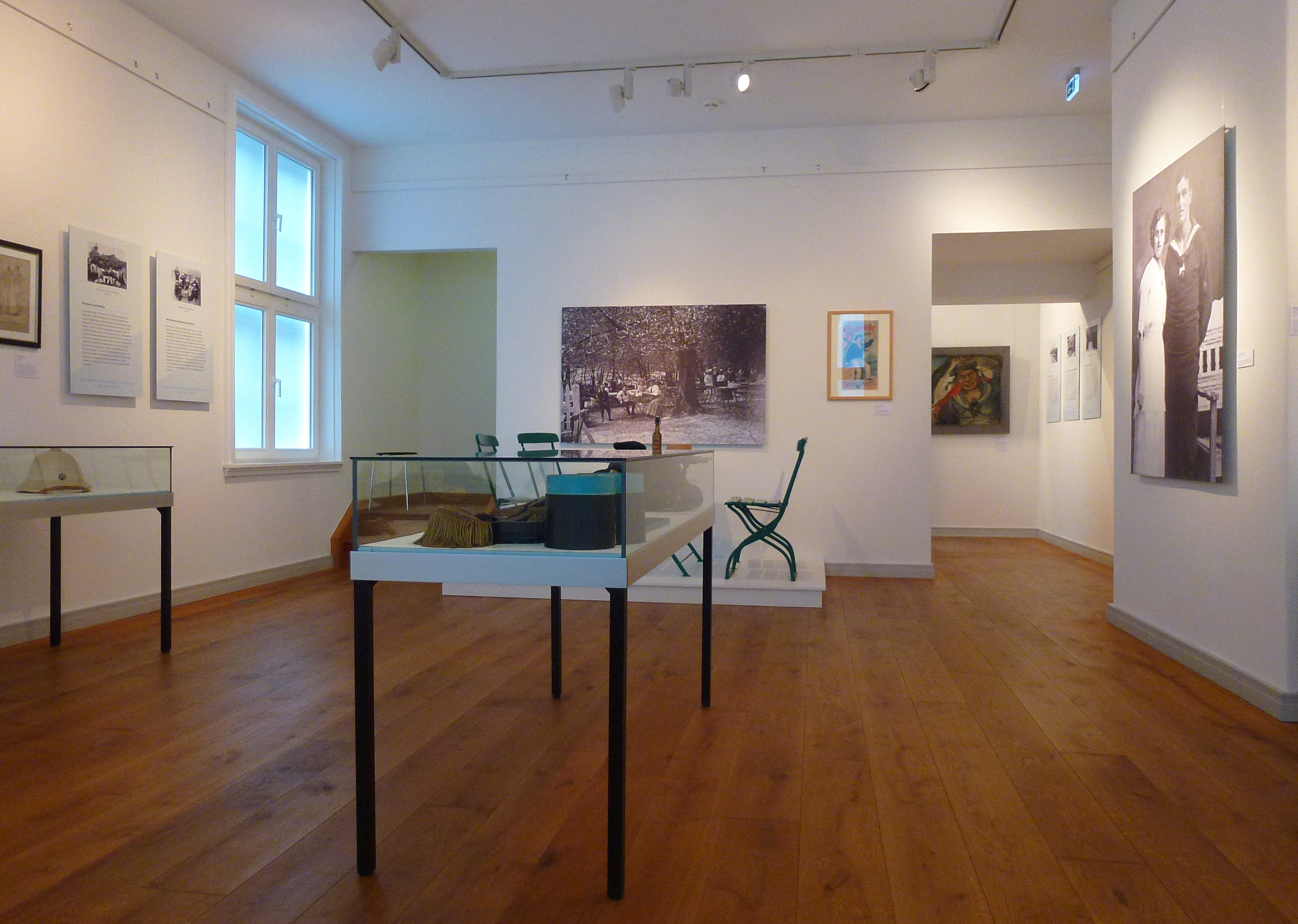
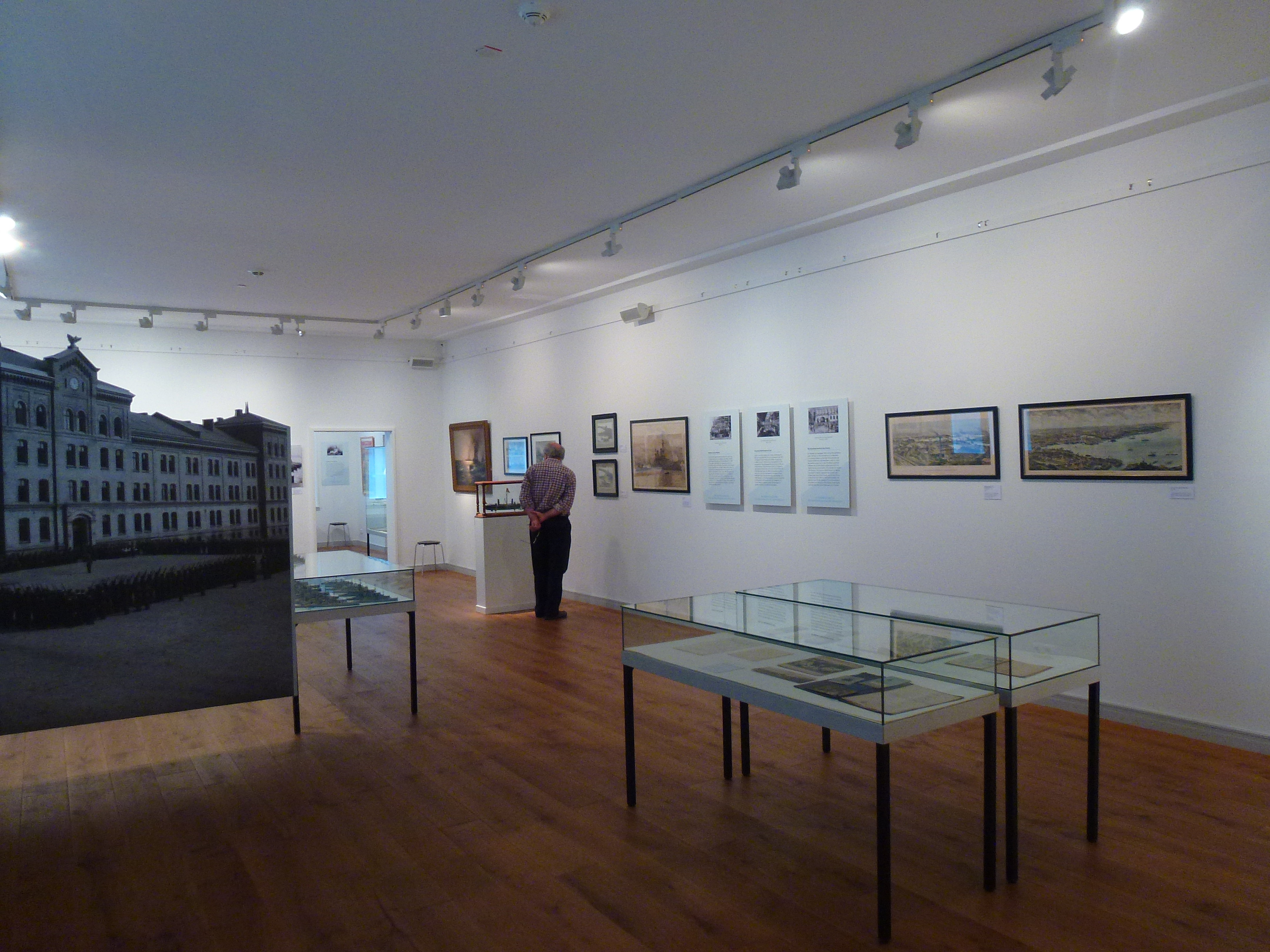
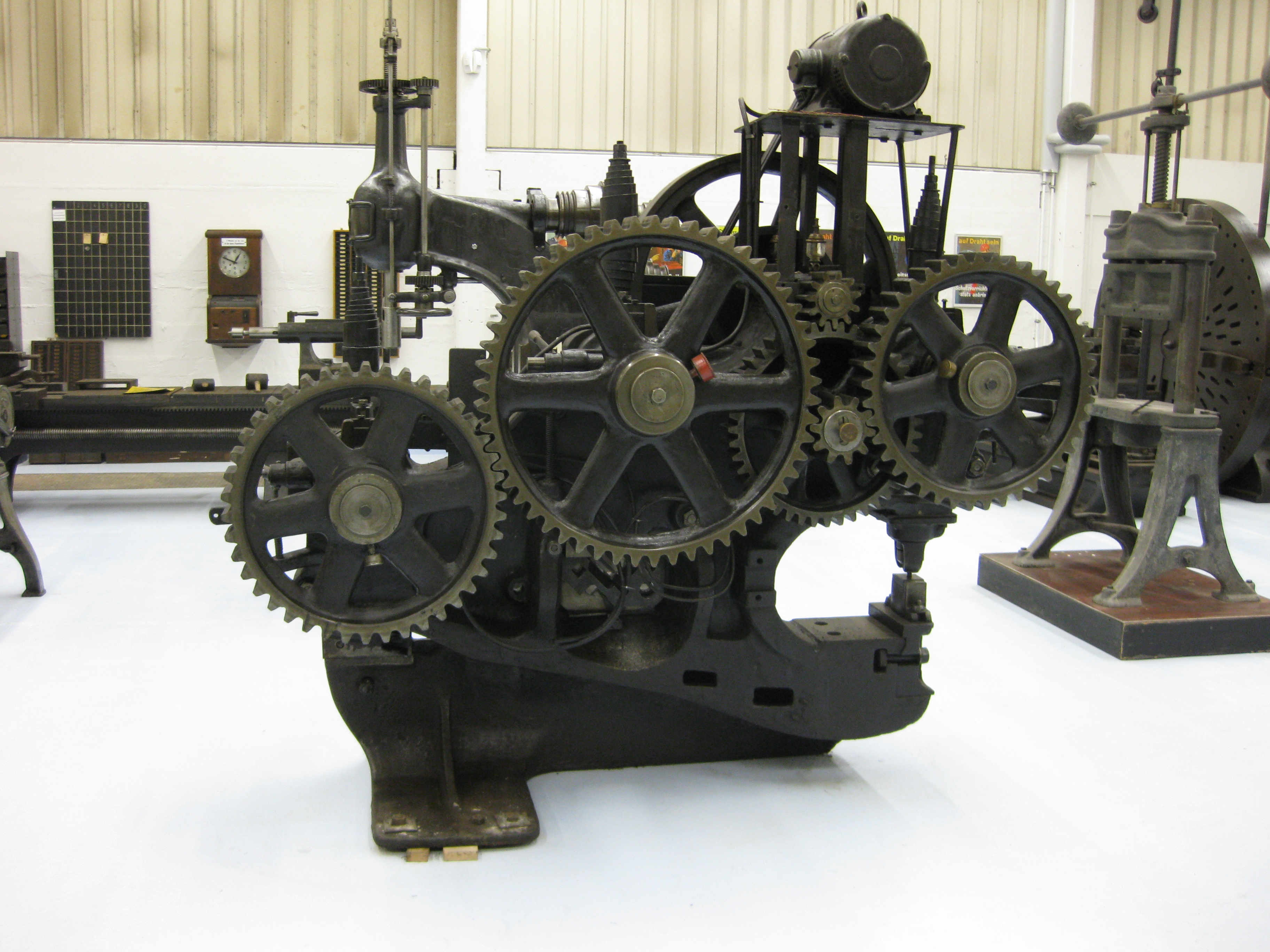
Maschine aus der Werft HDW

## Ausstellungen
- Der Maler Robert Schmidt-Hamburg – ein Chronist der deutschen Seefahrtsgeschichte – 16. Juni – 29. Oktober 2017